# Ciszjordánia

Ciszjordánia területe feletti ellenőrzés az oslói megállapodások szerint:

Ciszjordánia (arabul: ضفة غربية „a Jordán nyugati partja”, angolul: West Bank, azaz „nyugati part”, héberül: יהודה ושומרון Jehuda VaSomron, azaz „Júda és Szamária”) a Közel-Keleten, Izrael keleti részén, a Jordán folyótól nyugat-délnyugat felé elhelyezkedő terület. Észak, nyugat és dél felől Izrael, míg keletről Jordánia határolja. Területének határait az 1948-as arab-izraeli háborút lezáró tűzszünet határozta meg. Területe Kelet-Jeruzsálemmel és a gázai övezettel együtt alkotja az 1988-ban kikiáltott Palesztin Államot, amelyet az ENSZ 193 tagállamából 146 és az Apostoli Szentszék is önálló államként ismer el. Ciszjordánia a megszállt palesztin területek része, nem szuverén állam, hanem  az 1994 májusában létrehozott, korlátozott önkormányzatisággal bíró ún. Palesztin Nemzeti Hatóság fennhatósága alá tartozó terület. Hasonlóan a többi palesztin területhez, az 1967-es hatnapos háború óta izraeli katonai megszállás alatt áll. A terület Izrael általi megszállása a nemzetközi jog értelmében törvénytelen. A megszállt területeken az 1970-es évek elejétől kezdve Izrael zsidó telepeket létesít, melyeket az ENSZ illegálisnak ítél.
Ciszjordánia mint behatárolt területi egység először az 1948-as arab-izraeli háború során jelent meg, miután Jordánia megszállta, majd magához csatolta a területet. A jordán fennhatóság az 1967-es hatnapos háborúig tartott, a területet ekkor Izrael szállta meg. A területet azóta Izrael Júdea és Szamária néven említi, a terület izraeli katonai megszállás alatt áll. Jordánia egészen 1988-ig saját területeként hivatkozott Ciszjordániára, a Palesztin állam kikiáltása nyomán azonban követeléseit átruházta a PFSZ-re. Az 1990-es évek közepén az oslói megállapodás háromfajta területre osztotta fel Ciszjordániát aszerint, hogy ki igazgatja. Az "A terület" a Palesztin Nemzeti Hatóság (PNH), a "B terület" a PNH és Izrael közös fennhatósága alatt áll, míg a Ciszjordánia 60%-át kitevő "C területet" Izrael irányítja. A PNH nagyjából 165 elszigetelt palesztin terület (enklávé) teljes vagy részleges polgári igazgatását irányítja a három területen.
Ciszjordánia becsült összlakossága 3 millió fő, ebből 2,4 millió palesztin (a lakosság 86%-a). A lakosság másik nagyobb egységét az Izrael által növekvő számban betelepített, jelenleg körülbelül 700 000 izraeli telepes képezi, akik közül 200 000-en Kelet-Jeruzsálemben élnek. Ezenkívül kis létszámú egyéb etnikai csoportok is találhatók, mint a néhány ezer fős szamaritánus közösség.
Ciszjordánia központi elemét képezi az izraeli–palesztin konfliktusnak. Az oszlói megállapodások által létrehozott "C területen" több, mint 230 izraeli település található, ahol az izraeli törvénykezés érvényesül. A "C területet" az oszlói megállapodás értelmében 1997-ig fokozatosan át kellett volna adni a Palesztin Nemzeti Hatóságnak, azonban ez nem történt meg. A nemzetközi közösség törvénytelennek tartja Ciszjordánia izraeli megszállását. 2024-ben a hágai Nemzetközi Bíróság is megerősítette, hogy Izrael törvénytelenül tartja megszállva a területet, illetve hogy faji alapú szegregációt, apartheid-rendszert működtet a területen.
Az Egyesült Nemzetek Szervezete Közgyűlése 2024. szeptember 18-án fogadta el az A/RES/ES-10/24 jelű határozatot, amely felszólítja Izraelt, hogy tartsa be a nemzetközi jog követelményeit és a határozat keltétől számított legfeljebb 12 hónapon belül vonja vissza katonai erőit a megszállt palesztin területekről, mind a szárazföldről, mind a légtérből, mind a felségvizekről, azonnal hagyjon fel minden új telepépítési tevékenységgel, evakuálja az összes telepest a megszállt területekről, és bontsa el az általa épített határzár azon részeit, amelyeket megszállt ciszjordániai területen létesített. A Közgyűlés elvárja továbbá Izraeltől, hogy visszaadja a földbirtokokat és egyéb ingatlanvagyont, valamint a megszállás 1967-es kezdete óta lefoglalt összes vagyonelemet, és minden kulturális tulajdont és javat, amelyet palesztinoktól és palesztin intézményektől vett el, és minden természetes és jogi személynek jóvátételt fizessen, akinek a megszállás alatt kárt okozott.

## Városok

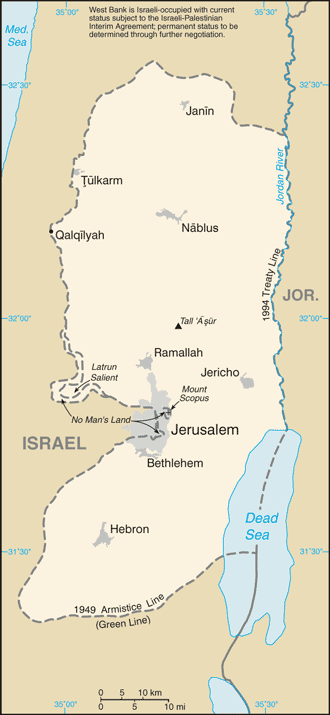
Ciszjordánia térképe

| Település          | Népesség |
| ------------------ | -------- |
| Al-Bireh           | 38 202   |
| Beitar Illit       | 37 600   |
| Ariel              | 17 700   |
| Betlehem           | 25 266   |
| Hebron (al-Khalil) | 163 146  |
| Jerikó             | 18 346   |
| Jenin              | 90 004   |
| Ma'ale Adummim     | 33 259   |
| Modi'in Illit      | 48 600   |
| Náblusz            | 136 132  |
| Qalqilyah          | 41 739   |
| Rámalláh           | 27 460   |
| Tulkarm            | 51 300   |
| Yattah             | 48 672   |

## Galéria

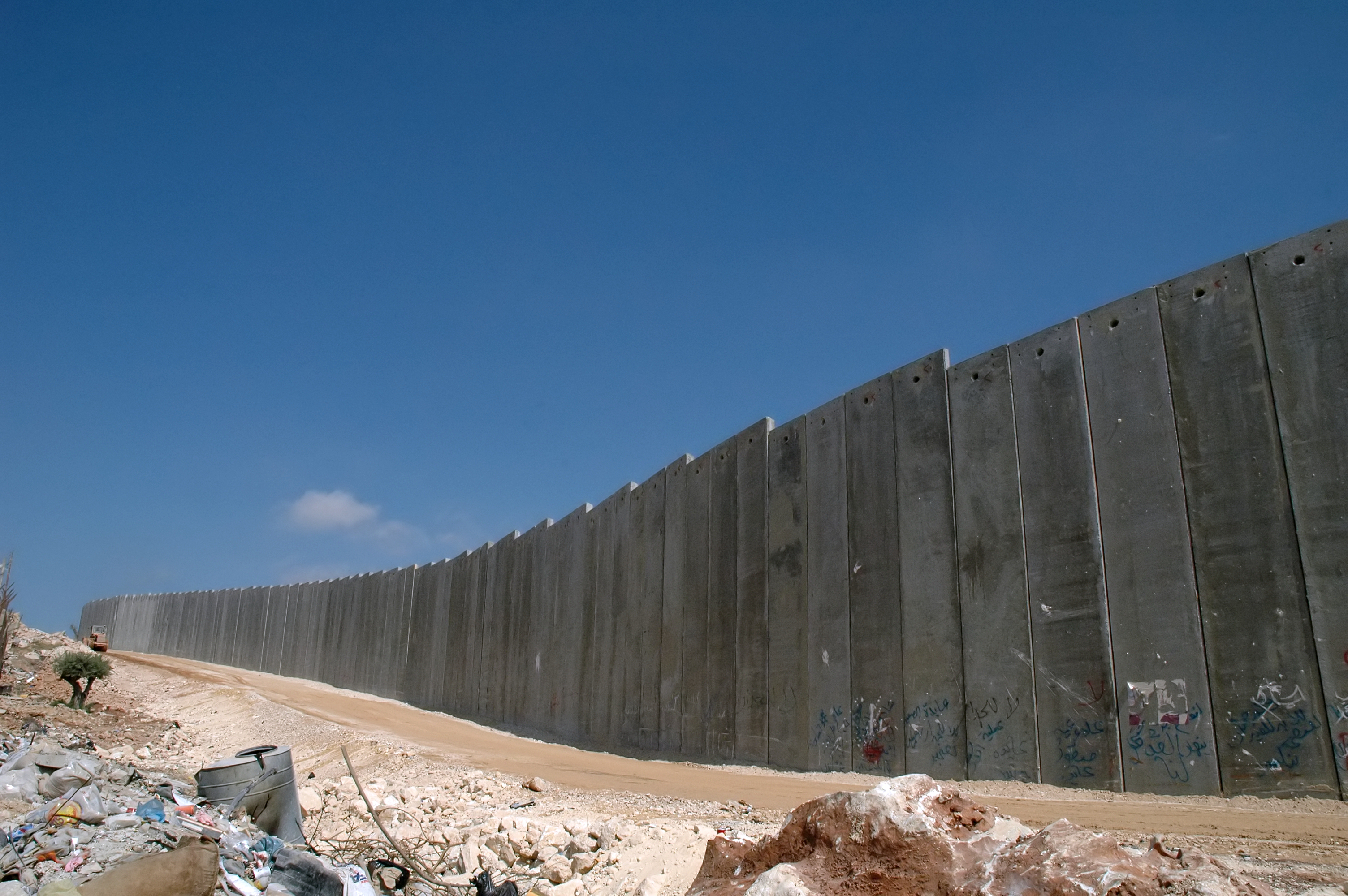
Ciszjordániát és Izrael államot elválasztó határerődítmény
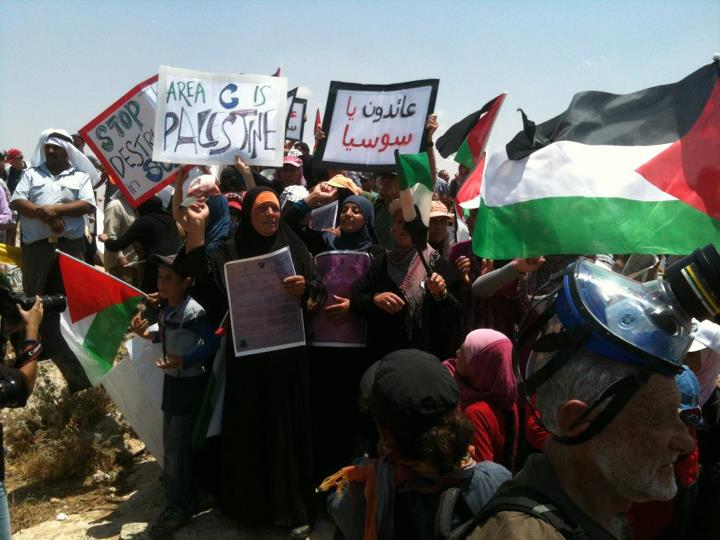
Palesztinok demonstrálnak Izrael ellen egy falu, Susya ledózerolása miatt, 2012.

## Fordítás
- Ez a szócikk részben vagy egészben  a   West Bank című angol Wikipédia-szócikk fordításán alapul.  Az eredeti cikk szerkesztőit annak laptörténete sorolja fel. Ez a jelzés csupán a megfogalmazás eredetét és a szerzői jogokat jelzi, nem szolgál a cikkben szereplő információk forrásmegjelöléseként.